# Själen (film)
Själen (engelska: Soul) är en amerikansk datoranimerad långfilm från Pixar Animation Studios. Den är regisserad av Pete Docter, producerad av Dana Murray och den engelska rösten till huvudrollerna spelas av Jamie Foxx, Tina Fey, Questlove, Phylicia Rashad och Daveed Diggs.
Filmen var planerad att ha premiär i Sverige den 28 augusti 2020, men uppskjuten på grund av Covid-19-pandemin. Filmen släpptes istället digitalt på Disney+ den 25 december 2020, och på biografer i de länder där Disney+ inte är tillgängligt. Filmen hade biopremiär i Sverige den 1 mars 2024.
På Oscarsgalan 2021 vann Själen för bästa animerade film och bästa filmmusik. Den nominerades även för bästa ljud men förlorade mot Sound of Metal.

## Handling
Joe Gardner, en musiklärare i mellanstadiet, har länge drömt om att utföra jazzmusik på scenen och får äntligen en chans efter att ha imponerat andra jazzmusiker under en öppningsakt på Half Note Club. Men en olycka gör att Gardners själ separeras från sin kropp och transporteras till "You Seminar", ett centrum där själar utvecklas och får passioner innan de transporteras till ett nyfött barn. Där måste Gardner arbeta med själar i träning, t.ex. 22, en själ med en svag syn på livet efter att ha fångats i flera år på You-seminariet för att återvända till jorden innan det är för sent.

## Rollista
| Roll                  | Engelsk röst                                                         | Svensk röst                                                         |
| --------------------- | -------------------------------------------------------------------- | ------------------------------------------------------------------- |
| Joe Gardner           | Jamie Foxx                                                           | John Alexander Eriksson                                             |
| 22                    | Tina Fey                                                             | Emma Molin                                                          |
| Månvind               | Graham Norton                                                        | Emil Almén                                                          |
| Terry                 | Rachel House                                                         | Maria Möller                                                        |
| Jerry                 | Alice Braga Richard Ayoade Wes Studi Fortune Feimster Zenobia Shroff | Hanna Dorsin Andreas Nilsson Jan Modin Hanna Hedlund Annica Smedius |
| Libba Gardner         | Phylicia Rashad                                                      | Mia Benson                                                          |
| Dez                   | Donnell Rawlings                                                     | Adam Fietz                                                          |
| Lamont "Curley" Baker | Questlove                                                            | Linus Eklund Adolphson                                              |
| Dorothea Williams     | Angela Bassett                                                       | Astrid Assefa                                                       |
| Paul                  | Daveed Diggs                                                         | John Lundvik                                                        |
| Connie                | Cora Champommier                                                     | Viva Östervall Lyngbrant                                            |
| Melba                 | Margo Hall                                                           | Sharon Dyall                                                        |
| Lulu                  | Rhodessa Jones                                                       | Dinah Yonas Manna                                                   |
| Gerel                 | June Squibb                                                          | Annica Smedius                                                      |
| Miho                  | Esther K. Chae                                                       | Loulou Lamotte                                                      |
| Doktor                | Sakina Jaffrey                                                       | Livia Millhagen                                                     |
| Fondförvaltare        | Calum Grant                                                          | Andreas Nilsson                                                     |
| Kattkvinna            | Laura Mooney                                                         | Sharon Dyall                                                        |
| Marge                 | Peggy Flood                                                          | Loulou Lamotte                                                      |
| Dansstjärna           | Ochuwa Oghie                                                         | Hanna Hedlund                                                       |
| Rektor Arrayo         | Jeannie Tirado                                                       | Cecilia Wrangel                                                     |
| Drömvind              | Cathy Cavadini                                                       | Annica Smedius                                                      |
| Muhammed Ali          | Avery Kidd Waddell                                                   | George Scott                                                        |